# NK Olimp Celje
Nogometni klub Olimp bivši je slovenski nogometni klub iz Celja. 

## Povijest
Osnovan je 1928. godine kao Športno društvo Olimp, prestao je s radom tijekom Drugog svjetskog rata, a obnovljen 1945. godine. Raspušten je 1989. godine. Klupske boje 1932. bile su zelena i crvena, a klupska adresa gostiona Jugoslavija.

## Stadion
Igrišče Olimp je pomoćno igralište Arene Petrol koje je udaljeno oko 300 metara, ali Olimp je samostalni nogometni objekt. Ima dvostruku ogradu: jednu oko terena, drugu oko tribina. Potonji je montažnog tipa s oko 200 plastičnih sjedalica i klupa za dodatnih 150 gledatelja. Podloga za igru je od umjetne trave, a uz igralište su postavljeni i reflektori. Parking mjesta je vrlo malo (oko pet).

## Prvenstva
| Sezona        | Razred                                | Federacija                            | Grupa                                 | Broj momčadi                          | Mjesto                                |
| ------------- | ------------------------------------- | ------------------------------------- | ------------------------------------- | ------------------------------------- | ------------------------------------- |
| 1929./30.     | II.                                   | Ljubljanski podsavez                  | Celjska grupa                         | 3                                     | 3.                                    |
| 1930./31.     | II.                                   | Ljubljanski podsavez                  | Celjska grupa                         | 4                                     | 2.                                    |
| 1931. – 1936. | ?                                     | ?                                     | ?                                     | ?                                     | ?                                     |
| 1936./37.     | II.                                   | Ljubljanski podsavez                  | Ljubljanska grupa                     | 6                                     | 2.                                    |
| 1936./37.     | II.                                   | Ljubljanski podsavez                  | Finalna grupa                         | 4                                     | 4.                                    |
| 1937./38.     | II.                                   | Ljubljanski podsavez                  | Celjska grupa                         | 4                                     | 2.                                    |
| 1938./39.     | II.                                   | Ljubljanski podsavez                  | Celjska grupa                         | 5                                     | 4.                                    |
| 1939./40.     | II.                                   | Ljubljanski podsavez                  | Celjska grupa                         | 5                                     | 2.                                    |
| 1939./40.     | II.                                   | Ljubljanski podsavez                  | Završna faza                          | Četvrtfinale                          | Četvrtfinale                          |
| 1940./41.     | II.                                   | Slovenska liga                        | Slovenska liga                        | 8                                     | 8.                                    |
| 1941. – 1946. | Nije igrao zbog Drugog svjetskog rata | Nije igrao zbog Drugog svjetskog rata | Nije igrao zbog Drugog svjetskog rata | Nije igrao zbog Drugog svjetskog rata | Nije igrao zbog Drugog svjetskog rata |
| 1946.         | II.                                   | Slovenska liga                        | Slovenska liga                        | 5                                     | 5.                                    |
| 1946./47.     | II.                                   | Slovenska liga                        | Slovenska liga                        | 14                                    | 11.                                   |
| 1947. – 1959. | Natječe se u nižim ligama             | Natječe se u nižim ligama             | Natječe se u nižim ligama             | Natječe se u nižim ligama             | Natječe se u nižim ligama             |
| 1959./60.     | IV.                                   | Podsavena liga Celje                  | Podsavena liga Celje                  | ?                                     | 1.                                    |
| 1960./61.     | III.                                  | Slovenska liga                        | Slovenska liga                        | 12                                    | 11.                                   |
| 1961./62.     | IV.                                   | Podsavena liga Celje                  | Podsavena liga Celje                  | ?                                     | ?                                     |
| 1962./63.     | IV.                                   | Podsavena liga Celje                  | Podsavena liga Celje                  | ?                                     | 1.                                    |
| 1963./64.     | III.                                  | Slovenska liga                        | Slovenska liga                        | 14                                    | 13.                                   |
| 1964. – 1989. | Natječe se u nižim ligama             | Natječe se u nižim ligama             | Natječe se u nižim ligama             | Natječe se u nižim ligama             | Natječe se u nižim ligama             |